# Yingjiang (Anqing)
Der Stadtbezirk Yingjiang (chinesisch 迎江区, Pinyin Yíngjiāng Qū) ist ein Stadtbezirk der bezirksfreien Stadt Anqing in der chinesischen Provinz Anhui. Der Stadtbezirk hat eine Fläche von 206,9 Quadratkilometern und zählt 273.000 Einwohner (Stand: Ende 2018). Er ist Verwaltungssitz von Anqing.

## Administrative Gliederung
Auf Gemeindeebene setzt sich der Stadtbezirk aus sechs Straßenvierteln, einer Großgemeinde und drei Gemeinden zusammen. 